# Ankylopteryx (Ankylopteryx) pusilla
Ankylopteryx (Ankylopteryx) pusilla is een insect uit de familie van de gaasvliegen (Chrysopidae), die tot de orde netvleugeligen (Neuroptera) behoort. 
Ankylopteryx (Ankylopteryx) pusilla is voor het eerst wetenschappelijk beschreven door Tjeder in 1966.